# Транспозиция (музыка)
Транспози́ция (позднелат. transpositio — перемещение) — многозначный музыкальный термин, относящийся к организации исполнения музыкального произведения или его фрагмента с систематическим сдвигом высот всех звуков на заданный интервал.
Конкретизация термина зависит от того, как и зачем осуществляется такой сдвиг. Транспозиция в рамках замысла автора произведения (например, мелодия один раз должна прозвучать ниже, а другой раз выше, что зафиксировано в нотной записи) является композиционным приёмом. Транспозиция за счёт конструкции ряда инструментов (скажем, в синтезаторе с функцией англ. transpose, когда абсолютная высота извлекаемых звуков не соответствует нотированию) является свойством этих инструментов. Транспозиция, выполняемая непосредственно исполнителем путём переноса каждой ноты по сравнению с имеющимся нотным текстом, является особым видом техники чтения нот. Последнее практикуется вокалистами и их концертмейстерами; при равномерной темперации, транспонированное сочинение обычно воспринимается слушателями как почти эквивалентное исполняемому в оригинальной тональности.

## Термин
Основные значения термина «транспозиция»:
1. Приём техники композиции[1], суть которого в переносе части (отдела) музыкального сочинения на другую (по отношению к звукоряду, который мыслится как базовый, основной) высоту. С помощью внутренней транспозиции в модальной музыке совершается метабола по тону, в тональной — отклонение и модуляция. Внутренняя транспозиция шире понятия (транспонирующей) секвенции, поскольку она не ограничивается последовательностью («нанизыванием») фрагментов музыки (мелодических фраз, периодов и других отделов формы), а может проявлять себя на любых участках формы, в том числе находящихся друг от друга на значительном удалении. Такого рода приём известен со времён Средневековья. Например, в большинстве ле Гийома де Машо мелодия первой части (многочастной) композиции повторяется в последней её части (обычно двенадцатой), но в транспозиции на квинту вверх или кварту вниз. В более поздние времена, в сонатной форме репризное проведение побочной партии в основной тональности может быть трактовано как транспозиция побочной партии в экспозиции той же формы;
2. В инструментоведении «транспонирующими» именуются музыкальные инструменты, реальная абсолютная высота которых не совпадает с нотацией. Транспонирующие инструменты нотируются в строе C, а реальное звучание, зависящее от длины трубки (у духовых) и др. факторов, обозначается указанием на строй инструмента (например, кларнет in B, валторна in F и т. п.). Условно транспонирующими инструментами называются также инструменты, которые нотируются октавой выше или ниже истинного звучания (например, контрабас и флейта пикколо). Подробней см. Транспонирующие музыкальные инструменты;
3. В вокально-инструментальном исполнительстве — перенос всей пьесы на другую высоту, по сравнению с тем, как она была записана в оригинальной нотной партитуре, ради облегчения тесситуры певца. Для чисто инструментальных произведений подобный перенос по инициативе исполнителей гипотетически возможен, но в концертной практике не принят.

Понятие транспозиции во втором значении не имеет смысла в музыке, для которой не существует нотной партитуры (рукописного автографа или печатного издания) в качестве единственного и уникального архетипа (например, в эстампидах XIII—XIV веков, светских многоголосных песнях Г. Дюфаи и др. старинной музыке).

## Транспозиция в практике музыкантов-исполнителей
В современной практике музыкантов-исполнителей транспозиция производится с целью:
1. переменить регистр (например, если нужно, чтобы высокий голос исполнил пьесу написанную для более низкого, или наоборот);
2. переменить тональность, чтобы получить более удобную для того или иного инструмента;
3. облегчить чтение нот, переместив их в более привычную октаву (на профессиональном жаргоне — «октавный транспорт»).

На практике транспозицию производят на какое-либо количество тонов вверх или вниз, на какой-либо интервал вверх или вниз, в какую-либо тональность вверх или вниз. При любом способе транспозиции каждый в отдельности звук транспонируемого материала должен переноситься на тот же интервал, что и другие звуки.
Для удобства при транспонировании в рамках равномерно темперированного строя пользуются следующей таблицей:
| Кол-во полутонов/Тональность | C  | C♯ | D  | D♯ | E  | F  | F♯ | G  | G♯ | A  | A♯ | B  |
| +1                           | C♯ | D  | D♯ | E  | F  | F♯ | G  | G♯ | A  | A♯ | B  | C  |
| +2                           | D  | D♯ | E  | F  | F♯ | G  | G♯ | A  | A♯ | B  | C  | C♯ |
| +3                           | D♯ | E  | F  | F♯ | G  | G♯ | A  | A♯ | B  | C  | C♯ | D  |
| +4                           | E  | F  | F♯ | G  | G♯ | A  | A♯ | B  | C  | C♯ | D  | D♯ |
| +5                           | F  | F♯ | G  | G♯ | A  | A♯ | B  | C  | C♯ | D  | D♯ | E  |
| +6                           | F♯ | G  | G♯ | A  | A♯ | B  | C  | C♯ | D  | D♯ | E  | F  |
| +7                           | G  | G♯ | A  | A♯ | B  | C  | C♯ | D  | D♯ | E  | F  | F♯ |
| +8                           | G♯ | A  | A♯ | B  | C  | C♯ | D  | D♯ | E  | F  | F♯ | G  |
| +9                           | A  | A♯ | B  | C  | C♯ | D  | D♯ | E  | F  | F♯ | G  | G♯ |
| +10                          | A♯ | B  | C  | C♯ | D  | D♯ | E  | F  | F♯ | G  | G♯ | A  |
| +11                          | B  | C  | C♯ | D  | D♯ | E  | F  | F♯ | G  | G♯ | A  | A♯ |

Транспонирование компьютерными средствами потенциально возможно и формально является простой задачей уровня прибавления некой величины к элементам массива чисел. В современных программах набора нот (Sibelius, Finale и др.) имеется встроенный функционал, позволяющий получить нотный текст в нужной тональности на базе текста хоть в какой-то тональности. Однако обычно исходным материалом выступает не нотный текст в форматах упомянутых редакторов, а созданный сканированием файл .pdf, .jpg, иногда низкого качества, малопригодный для обработки. Техника оптического распознавания нот (англ. en:optical music recognition) развивается, но полностью проблема «машиночитаемости», а значит, и последующей транспозиции ещё не решена. Соответственно, умение транспонировать «руками» пока (2025 г.) остаётся важным для музыканта.

## Транспозиция и этос музыки
При том, что в современном исполнительстве транспозиция применяется широко и многообразно, существуют эстетические и этические пределы этой «прикладной» процедуры. Выход за такие пределы чреват изменением композиционно-технического, а в крайних случаях, и этического замысла композитора. Смена этоса музыки особенно заметна в вокальных пьесах, в связи с естественными ограничениями диапазона человеческого голоса — по мере повышения голос становится всё более напряжённым и крикливым, и наоборот, по мере понижения — всё более расслабленным и невнятным.
Перемена этоса может происходить и при «гендерной» транспозиции, например, вокальные сочинения, задуманные как мужские или как женские (о чём безусловно свидетельствует текст), исполняются певцами противоположного пола; либо сочинение, задуманное для высокого женского голоса (например, для сопрано), исполняет низкий мужской голос (например, бас).
Глобальное изменение высотной позиции (ради удобства певца) может также привести к переменам во взаимоотношении вокала и инструментального сопровождения, особенно в тех случаях, когда композитор специально задумывает «диалог» голоса и инструмента, придаёт значение тому или иному тембру инструмента, планирует инструментальную фактуру с учётом тесситуры вокалиста (тем самым регулируя, например, «сонорную плотность» ансамбля). В этой связи некоторые композиторы относятся к транспозиции отрицательно. Например, М. П. Мусоргский, придававший исключительное значение регистровой специфике, задумывал фортепианный аккомпанемент в зависимости от тесситуры вокалиста и т. д., в автографе своей песни «Сиротка» прямо объявлял себя «врагом транспозиции». С. С. Прокофьев сетовал на то, что при транспозиции собственных сочинений всего лишь на тон вверх у него «выходило сплошное враньё». В дневнике за 1916 год он писал: «Бутомо-Названова будет петь в Москве "Утёнка" <...>. Перетранспонировала его на тон ниже и
сегодня я слушал. Эффект от транспонировки необычайный, созвучия совершенно непривычные и я некоторые места слушал прямо за чужую музыку».

## Транспозиция и абсолютный слух
В рамках господствующего ныне равномерно темперированного музыкального строя, соотношения частот звуков, образующих тот или иной интервал, не варьируются при транспозиции. Поэтому лица с относительным слухом, за исключением деталей, оговорённых в предыдущем разделе, обычно воспринимают транспонированное сочинение как в целом эквивалентное исполненному в оригинальной тональности. Однако при обладании абсолютным слухом, то есть особой памятью на абсолютную высоту звука, человек может ощущать, что транспозиция влечёт изменения качественного характера, фактически как если бы речь шла о новом произведении. При абсолютном слухе нередко возникает психологический дискомфорт при слушании транспонированной пьесы, если помнится (и тем более находится перед глазами) оригинальный нотный текст, а собственноручное исполнение на транспонирующих инструментах вызывает нервозность из-за несоответствия высоты звучания ожидаемой.